# Puiseux-Pontoise
Puiseux-Pontoise is een gemeente in het Franse departement Val-d'Oise (regio Île-de-France) en telt 422 inwoners (1999). De plaats maakt deel uit van het arrondissement Pontoise en is een van gemeenten van de nieuwe stad Cergy-Pontoise.

## Geografie
De oppervlakte van Puiseux-Pontoise bedraagt 5,6 km², de bevolkingsdichtheid is 75,4 inwoners per km².
De onderstaande kaart toont de ligging van Puiseux-Pontoise met de belangrijkste infrastructuur en aangrenzende gemeenten.

## Demografie
Onderstaande figuur toont het verloop van het inwonertal (bron: INSEE-tellingen).